# たんばコミュニティネットワーク
特定非営利活動法人たんばコミュニティネットワークは、兵庫県丹波市の一部を主な放送区域として超短波放送（FM放送）を行う特定地上基幹放送事業者である。805たんばの愛称でコミュニティ放送をしている。
演奏所は丹波市氷上町市辺にある古民家を改造している。送信所は氷上地区の安全山、中継局は市島地区の高谷山および山南地区のイタリ山に設置されている。
放送局の特筆すべき点は前身となる団体が近畿初の臨時災害放送局の運営団体であること、番組制作から技術までの運営を支える市民ボランティアの存在である。
他局ではパーソナリティーは市民ボランティアで番組制作や技術の分野は社員が担うことがほとんどであるが放送局の社員は営業や事務職員を担い非常に幅広い分野でボランティアが関わる放送局である。
平成31年4月には丹波市との防災協定を締結している。
番組は音楽放送も含め6:00 - 22:00の放送。自社制作番組以外はミュージックバードの番組を放送。開局から2019年7月までは完全自社制作の体制をとっていた。有料番組と市民制作番組の2種類があり、前者は法人・企業向けであるが、後者は一般市民が年2回程度、無料で開かれる養成講座を受講し所定の教育期間を経て放送をすることができる。
インターネット配信はJCBAインターネットサイマルラジオによる。

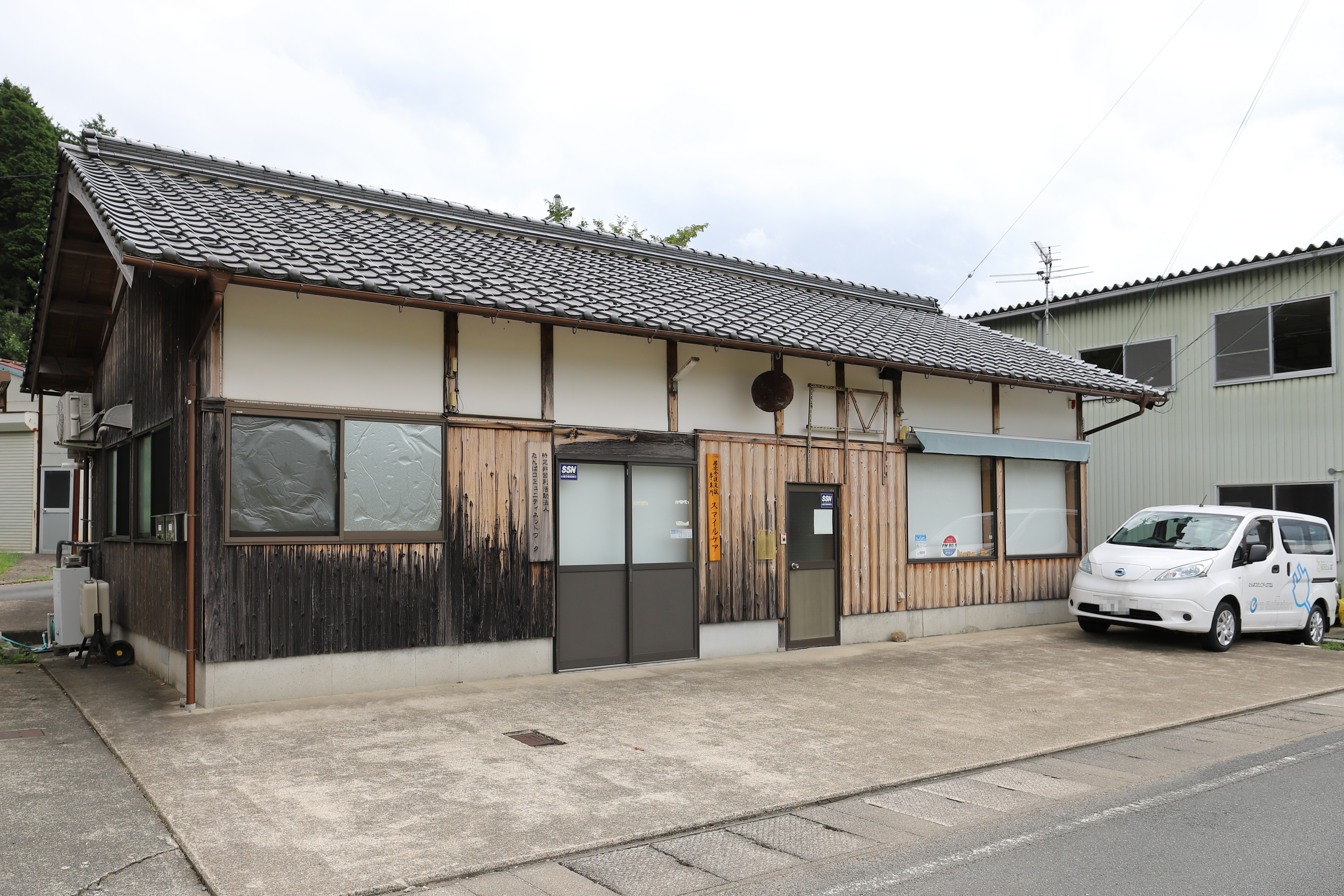
たんばコミュニティネットワーク

放送局の技術部やパーソナリティなどのメンバーを中心でアマチュア無線局の「たんばコミュニティエフエム アマチュア無線クラブ」を開設しており、不定期であるがアマチュア無線を運用し広報活動や当局と連携した地域防災活動、非常通信訓練を実施している。
同局の中継局である高谷山からYoutubeライブカメラを設置しており、丹波市市島町と春日町をインターネットで展望することができ同Youtubeチャンネルから過去の番組やイベント取材の模様などを公開している。

## 沿革
- 2014年9月17日 - 平成26年8月豪雨に伴うたんばしさいがいエフエム（JOYZ7M-FM・免許人は丹波市）開局[8]。周波数は80.6MHzであった。近畿初の臨時災害放送局であった。
- 2014年11月30日 - たんばしさいがいエフエム閉局[9]。
- 2015年7月10日 - たんばコミュニティネットワークに予備免許が付与された[2]。
- 2015年9月17日 - 805たんば開局。前身のたんばしさいがいエフエムの開局日に合わせ、同日を開局日とした[10]。
- 2018年2月15日  山南町地区の難聴解消を目的とした、イタリ山中継局に予備免許が交付された[3]。
- 2018年4月2日 イタリ山中継局が開局。
- 2018年7月5日 - 7日  平成30年7月豪雨（西日本豪雨）が発生し、丸3日CM放送などを中止し終夜放送で災害情報を放送
- 2019年4月 丹波市と防災協定を締結。
- 2019年7月1日 これまでの完全自社制作番組の体制から方針転換しミュージックバードを導入した。
- 2021年4月8日 たんばコミュニティエフエムアマチュア無線クラブ開局。
- 2021年12月19日 丹波市の高校3校がZOOMを用いモンブランを同時に食べた数でギネス世界記録に挑戦し通信環境の構築を行い世界記録達成の支援を行った。

## 主な番組
- モーニングコールたんば（月 - 金 7:30 - 9:00 生放送）
- イブニングウォーカーFM805（月 - 金 17:00 - 19:00 生放送）
- 校歌斉唱!（月 - 金 10:00 - 10:30）
- 演歌・昭和歌謡（月 - 金 13:30 - 14:00）
- ハイクマンの俳句教室（月10:30 - 11:00）※第2・4週 本放送
- ティータイム805（月 14:00 - 15:00）※第1・3週 本放送
- ヤマネコとピアノ生活（月 15:30 - 16:00）
- 巨匠の（若）女将の食べるラジオ（月 19:00 - 20:00）
- さとゆりトーク（月 20:00 - 21:00）
- サケラジオ（月 21:00 - 22:00）
- のんびり歩いて絵本散歩（火 9:30 - 10:00）
- くらしの安全ニュース（火 19:00 - 20:00）※第2・4週 本放送
- たんば女性STORY（火 20:00 - 20:30） 元NHKアナウンサーの村上信夫が出演、他局へのネットも実施。
- 議員さんこんにちは（火 20:30 - 21:00） 丹波市の市議会議員が出演する番組
- What'sUP丹波（水 9:30 - 10:00） 丹波市の提供
- 朝から神楽（水 10:30 - 11:00）
- パ・タ・カ・ラ（水 11:45 - 12:00）
- たんばの福祉（水 19:00 - 19:30） 丹波市の提供
- ぱんだりべかのハイ!先生質問があります（水 19:15 - 20:45）
- RKS Radio Station（水 21:00 - 22:00）
- にゃんぐるり（木 9:30 - 10:00）※第1・3週 本放送
- てくてく恐竜博物館Season x（木 19:00 - ）兵庫県の提供※第2・4週 本放送
- 丹波で暮らそう（木 19:30 - 20:00）
- アニソンラジオ（木 21:30 - 22:00）※第1・3週 本放送
- 丹波の子育て母ちゃんよもやま話（金 9:30 - 10:00）兵庫県立柏原病院（現在は廃院）の有志で番組を制作 ※第1・2週 本放送
- HikaRuの青春アクセルオン（金 19:30 - 20:30）
- 和尚と弁護士の悩みごと相談（金 20:30 - 21:00）
- あほなそば屋とイカレタ仲間（土 17:00 - 18:00）※第1週 本放送
- 気ままに音楽DO（土 19:00 - 19:30）※隔週 本放送
- こてつワールド（土 20:00 - 20:30）
- 近兼拓史のウィークリーワールドニュース（日 21:00 - 21:30）ラジオ大阪とのネット番組

## 受信エリア
局のホームページでは電波伝搬シミュレーションソフトを用いたエリアマップ図を公開している。
放送局の公式ホームページでは40,000世帯（兵庫県丹波市、丹波篠山市、西脇市、多可郡多可町、京都府福知山市、綾部市のそれぞれ一部地域の約800㎢）をカバーし近畿トップレベルのエリアを持っている。丹波市内でのエリアは80 - 90%とのことで一部集落などでは聴取困難である。

## 受信報告書
ベリカードを発行している。たんばコミュニティエフエム技術部宛に受信報告書を提出すると、ベリカードと番組表及び設備概要などの資料が送られてくる。ベリカードの発行には140円相当の返信用切手を同封する必要がある。同局によると可能な範囲でほぼ毎年べリカードのデザインを変更していくとの事である。
アマチュア無線クラブ局と連動して交信実績と受信報告書が確認できればアマチュア無線のQSLカードとベリカードの両方を発行している。アマチュア無線のQSLカードを希望する場合は受信報告書に別途、交信日時等を記載する必要があるとのことである。

## 805たんばサポータークラブ
たんばコミュニティエフエムではボランティア組織としてサポータクラブを開設している。
原則としてパーソナリティ、番組制作、技術を含めサポータークラブに入会することが必要である。
パーソナリティは平日朝、昼、夕の帯番組を放送し空いた時間で市民制作番組などを制作するボランティアが活動している。夜間はスポンサーが出稿する有料番組と市民制作番組が中心となり放送局の運営を支えている。他局に比べて養成講座を受講し一定の水準を維持すれば比較的自由度が高いのも特筆すべき点である。
局制作分び有料番組、市民制作を除いた時間はミュージックバードのネット配信を受信しているが導入以降番組制作者の増加に伴い減少傾向にある。
技術部は毎月のスタジオ・市内3か所に設置された送信局の点検を始め生中継や音響技術を中心に放送局が放送電波を送信するのに必要な無線従事者を所有している者が数名在籍している。簡易な修理点検や工事などは自局の技術部門で担うなどコミュニティFMの技術としては全国的に見てもレベルの高い技術力を持っている。
市内の高校3校（柏原高校、氷上高校、氷上西高校）がインターネット会議ソフトのZOOMを用いモンブランで同時に食べた人数でギネス世界記録に挑戦する際にも技術部が通信環境の構築を全面的に支援し成功にこぎつけた。同時接続数は455名、ギネス認定は291名であった。
サポータークラブのメンバーにより公式Youtubeチャンネルなどの編集活動などを行うなど幅広い分野でボランティアが参画する放送局である。

## たんばしさいがいエフエム
たんばしさいがいエフエムは、2014年（平成26年）9月17日 - 11月30日にかけ、同年8月に丹波市を襲った平成26年8月豪雨により、丹波市市島町前山地区内及び竹田地区内を放送区域として開局していた臨時災害放送局であり、805たんばの前身である。
周波数は80.6MHz、コールサインはJOYZ7M－FM、出力は15W。市島町高谷山に送信所がおかれ、市島町上竹田にある前山コミュニティセンターが演奏所であった。臨時災害放送局の免許人は市区町村とし運営を805たんばの前身が担っていた。
近畿地区では初の臨時災害放送局であり、防災関係者からの注目を集める存在でもある。
送信施設があった真横の空きスペースに現在の高谷山中継所の局舎とアンテナが設置されている。